# 칩 캐리어
칩 캐리어(chip carrier)는 집적 회로(일반적으로 "칩"이라고 부름)를 위한 여러 종류의 표면 실장 기술 패키지들 가운데 하나이다.

## 종류
- BCC: Bump chip carrier[1]
- CLCC: Ceramic leadless chip carrier[2]
- Leadless chip carrier (LLCC): Leadless chip carrier, contacts are recessed vertically.[1]
- LCC: Leaded chip carrier[1]
- LCCC: Leaded ceramic chip carrier[1]
- DLCC: Dual lead-less chip carrier (ceramic)[1]
- PLCC: Plastic leaded chip carrier[1][2]
- PoP: 패키지 온 패키지(Package on package)

## PLCC

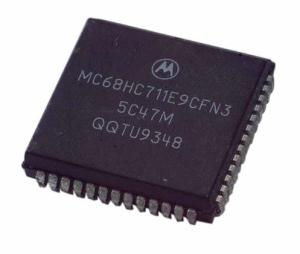
PLCC52 패키지 마이크로컨트롤러 모토로라 MC68H711E9CFN3

PLCC (Plastic Leaded Chip Carrier)는 부품의 핀이 4면으로 돌출되었으며 핀간격이 1.27밀리미터 (0.05인치)인 플라스틱 집적회로 패키지이다. 핀수는 20핀에서 84핀까지 있다. PLCC 패키지는 정사각형이거나 직사각형일 수 있다. 패키지의 너비는 0.35인치에서 1.15인치까지 있다. PLCC는 JEDEC 표준에 대응된다. PLCC “J” 핀 설정은 동일한 구멍 실장 부품에 비교하여 적은 PCB 공간에 실장할 수 있다. 또한 PLCC 패키지는 각면의 핀연결 대신에 평면으로 연결하는, LCC (leadless chip carrier)보다 저렴하다.
PLCC 소자는 표면 실장 응용제품의 제작에 적합하거나 PLCC 소켓에 설치할 수 있다. PLCC 소켓은 표면 실장 되어 있거나, 스로홀 기술을 사용한다. 표면 실장용 PLCC 소켓을 사용한 동기는 작동중에 재납땜 과정을 포함하여 소자가 열을 견딜 수 없거나, 재납땜을 하지 않고도 부품을 교체할 수 있기 때문이다. PLCC 소켓을 사용하는 것은 소자가 혼자서 프로그래밍되는 상황에 필수적이다. 이런 부품은 대부분 플래시 롬 소자이다. 가끔 스로홀 소켓은 와이어 랩을 사용한 초기 모델에 사용된다.

### 종류

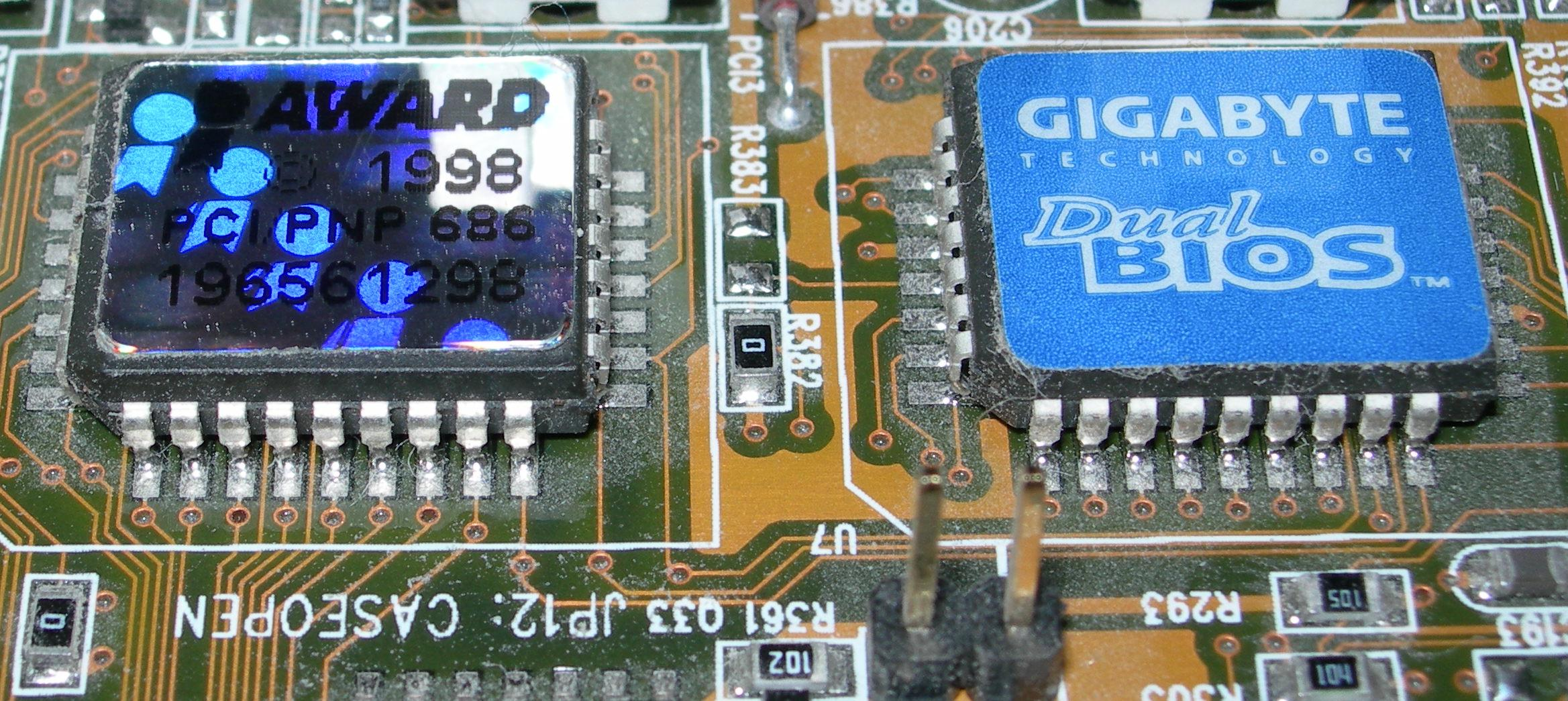
PLCC32 패키지 기가바이트 듀얼 바이오스

- QFJ20 (PLCC20) - (10-0-10-0)
- QFJ32 (PLCC32) - (7-9-7-9)
- QFJ52 (PLCC52) - (13-13-13-13)
- QFJ68 (PLCC68) - (17-17-17-17)
- QFJ84 (PLCC84) - (21-21-21-21)

## 같이 보기
- QFP